# Membracis linki
Membracis linki är en insektsart som beskrevs av Albino Morimasa Sakakibara 1980. Membracis linki ingår i släktet Membracis och familjen hornstritar. Inga underarter finns listade i Catalogue of Life.